# Les Récrés de Totoche
 (septembre 2007).
Améliorez-le ou discutez des points à vérifier. 
Les Récrés de Totoche est un mensuel des Éditions de la Séguinière, consacré au personnage Totoche de Jean Tabary.
Totoche fut créé en 1958 dans Vaillant, devenu ensuite Pif Gadget. Cet adolescent intrépide vit dans le populaire quartier de Belleville à Paris. Il est entouré d'une bande de copains. Parmi eux : Bouboul, le glouton ; L'ingénieur, l'intello ; et les célèbres Corinne et Jeannot.
Le mensuel Les Récrés de Totoche ne connut que deux numéros en 1980. Son rédacteur en chef était Francis Slomka, et Jean Tabary, père de Totoche, assumait toutes les tâches graphiques (à l'époque, les ordinateurs étaient encore peu utilisés dans le domaine de la bande dessinée, et même les titres devaient être dessinés à l'encre ou reproduits lettre par lettre au letraset). 